# 金湯門
金湯門，是重慶的一座城門，毗鄰長江，在通遠門與南紀門之間的山半腰，明代修築。
康熙四十六年(1707年)，巴縣知縣孔毓忠將重慶城分為29坊15廂。金湯門內外，分別為金湯坊、望江廂。

## 金湯門的位置
金湯門《增廣重慶地輿全圖》所繪，門對仝家花園即二仙庵，今山城巷83號。此門大抵在一字城和法國領事館下(南)面仁愛堂醫院範圍內或醫院上首。如此；金湯門距通遠門較遠而距南紀門較近。但是若就以後金湯街命名推斷，金湯門應距通遠門較近。金湯門具體究在何處，一時難考。又金湯不名廂，此處廂名望江。望江廂街道不詳。

## 歷史
川江號子有言：“金湯門，賣棺材，大小齊整”。或“金湯門，木棺材，大小齊整”。